# 브론즈윙드자카나

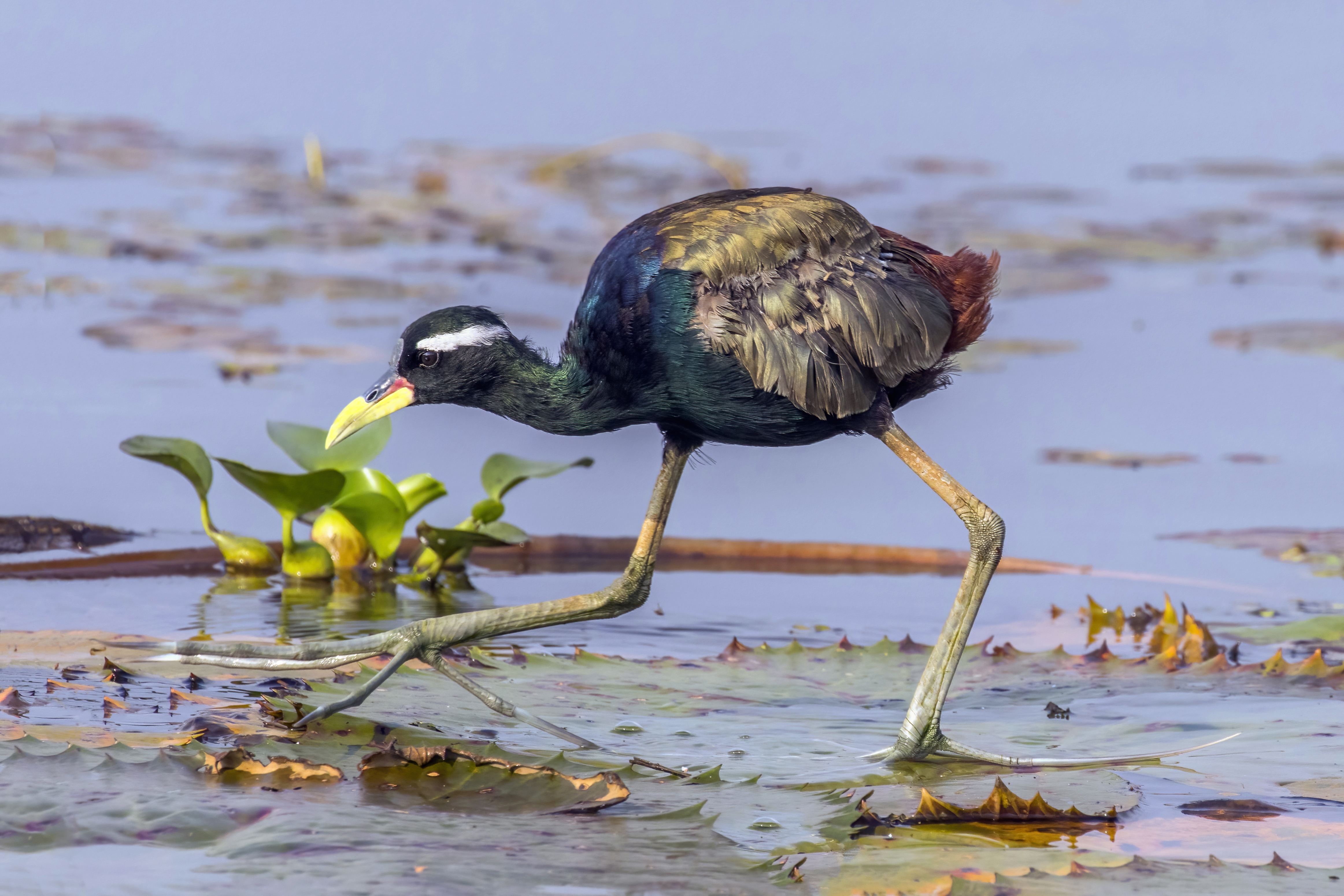

브론즈윙드자카나(Bronze-winged jacana, Metopidius indicus)는 물꿩과(Jacanidae)에 속하는 섭금류의 일종이다. 남아시아와 동남아시아 전역에서 발견되며 메토피디우스속 (생물학)의 유일한 종이다. 다른 자카나와 마찬가지로 균형을 잡기 위해 긴 발과 다리를 사용하여 백합과 기타 떠다니는 수생 식물을 먹는다. 성별은 비슷하지만 암컷은 약간 더 크며 일처다부제동물이며 몬순 우기의 번식기 동안 수컷의 하렘을 유지한다. 수컷은 영역을 유지하며, 하렘의 수컷 한 명은 알을 품고 새끼를 돌보기로 선택한다. 위협을 받으면 수컷이 날개 아래 어린 병아리를 안전한 곳으로 데려갈 수 있다.